# Leonida Georgievna, Mare Ducesă a Rusiei
Leonida Georgievna, Mare Ducesă a Rusiei, Leonida Georgievna Romanova (Леонида Георгиевна Романова)  (6 octombrie S.V. 23 septembrie 1914 – 23 mai 2010), soția Marelui Duce Vladimir Kirillovici al Rusiei, pretendent la tronul Rusiei. A fost un susținător activ și deschis al pretențiilor invocate de Vladimir și fiica lor, Maria Vladimirovna, de a fi acceptați ca șefi legitimi ai Dinastiei Romanov și de jure suverani ai Imperiului Rus.

## Biografie

Prințesa Leonida.

Născută la 6 octombrie 1914 la Tiflis, Georgia, Imperiul Rus ca Prințesa Leonida Bagration de Mukhrani, ea a fost fiica Prințului George Bagration de Mukhrani și a soției lui poloneze, Helena Sigismundovna născută Nowina Złotnicka (1886–1979). 
Ea descinde pe linie paternă din foștii regi ai Georgiei care au condus regatul timp de trei secole. Familia mamei ei a aparținut aristocrației poloneze. În 1801 Țarul Pavel a anexat Georgia Imperiului rus, după care Bagration a devenit o familie de frunte a nobilimii ruse, servind în armata țarului și la curtea de la Sankt Petersburg.
Bunicul Leonidei, Prințul Alexandru Iraklijevich, era în Rusia când a izbucnit Revoluția bolșevică și, în urma asasinării Țarului Nicolae al II-lea și a familiei sale în iulie 1918, a încercat să plece în Georgia natală. Trei luni mai târziu a fost capturat la Piatigorsk, la nord de granița georgiană, și executat. Familia s-a refugiat la Constantinopole, apoi a petrecut opt luni în Germania înainte de a se întoarce la Tbilisi, acum capitală a Republicii Sovietice Socialiste Georgiană pentru a re-pretinde o parte din proprietăți, pe care ca emigranți riscau să le piardă prin confiscare totală. Grație intervenției scriitorului Maxim Gorki, care în tinerețe a fost încurajat de către Bagration, în 1931 ei au părăsit Uniunea Sovietică mergând în exil în Spania. Apoi familia s-a stabilit în Franța.
Leonida  s-a căsătorit la Nice, Franța, la 6 noiembrie 1934, cu Sumner Moore Kirby (1895–1945), un om de afaceri americano-evreu. Au avut o fiică, Helene, născută în 1935, înainte de divorțul din 1937. Kirby a murit la spitalul din Leau în 1945, după ce a fost salvat din lagărul de concentrare Buchenwald în 1944, lăsând-o pe Helene moștenitoarea unei averi considerabile.